# Oslavany
Oslavany − miasto w Czechach, w kraju południowomorawskim.
Według danych z 31 grudnia 2003 powierzchnia miasta wynosiła 1 868 ha, a liczba jego mieszkańców 4 561 osób.
W miejscowości jest stacja kolejowa Oslavany.

## Demografia
| Rok             | 1970  | 1980  | 1991  | 2001  | 2003  |
| --------------- | ----- | ----- | ----- | ----- | ----- |
| Liczba ludności | 5 285 | 4 893 | 4 445 | 4 544 | 4 561 |

Źródło: Czeski Urząd Statystyczny